# ニュージーランドアオバズク
ニュージーランドアオバズク（学名：Ninox novaeseelandiae）は、フクロウ科アオバズク属に分類される種。

## 分布
ニュージーランド（北島、南島、スチュアート島）、ノーフォーク島。ロード・ハウ島では絶滅した。

## 形態
全長約26-29 cm。翼長約183-222 mm。体色はふつう、上面が暗茶色で頭部から背中にかけて黄土色のまだら模様と縞模様が入る。

## 分類
以前はミナミアオバズクN. boobook（小スンダ諸島、ニューギニア島、オーストラリア）やN. leucopsis（タスマニア島）が同種とされていた。
2023年現在、3亜種に区分されている。
Ninox novaeseelandiae novaeseelandiae (Gmelin, JF, 1788)ニュージーランド（基亜種）
Ninox novaeseelandiae undulata (Latham, 1801)ノーフォーク島
†Ninox novaeseelandiae albaria Ramsay, EP, 1888ロード・ハウ島（絶滅亜種）

## 生態
主に昆虫を捕食するが、場合によっては小型鳥類、トカゲ、ネズミ、コウモリなども食べる。止まり木から飛びかかるか、飛びながら空中で獲物を捕らえる。
日中は厚い木の葉や木の洞、洞穴や建物の中で眠る。
鳴き声は低い声で「ル・ル」、「クォ・クォ」と数秒間隔で鳴く。この鳴き声から、マオリ族は本種を「ruru（ルル）」と呼ぶ。